# Тавромахия (Гойя)
«Тавромахия» (La Tauromaquia с исп. — «бой быков») — серия из 33 офортов, созданных испанским художником и гравёром Франсиско Гойей, изданные в 1816 году. На работах серий изображены сцены корриды.

## История
Гойя создавал «Тавромахию» в 1815—1816 годах, в возрасте 60 лет, в перерывах между офортами из знаменитой серии Бедствия войны. Серия Бедствия войны и ранее созданная серия Капричос содержат изрядную долю критицизма в отношении тех, кто привёл Испанию к войне, а также испанского общества в целом (в этих сериях имеются и сцены явно-антиклерикального характера). Опасаясь возможной реакции, Гойя при жизни своей весьма немногим показывал свои офорты.
Однако коррида не была столь политизирована, и в 1816 году Гойя издал 320 посвящённых ей офортов — не вызвавших никакого негатива. Не имела оная серия и коммерческого успеха. Гойю всегда очаровывала коррида, на одном из автопортретов (1790—1795) он изобразил себя в образе тореро. Свидетельством искреннего увлечения Гойи корридой служит одно из его писем, подписанное: Francisco de los Toros.

## Список офортов
- № 1: В давние времена испанец верхом на коне охотился на быка в диком поле (исп. Modo con que los antiguos Espanoles cazaban los toros a caballo en el campo)
- № 2: Другой способ - охотиться пешим (исп. Otro modo de cazar a pie)
- № 3: Los moros establecidos en España, prescindiendo de las supersticiones de su Alcorán, adoptaron esta caza y arte, y lancean un toro en el campo.
- № 4: Capean otro encerrado (исп. Capean otro encerrado)
- № 5: Отважный мавр Гасуль был первым, кто боролся с быками по правилам (исп. El animoso moro Gazul es el primero que lanceo toros en regla)
- № 6: Мавры дразнят быка на арене бурнусом (исп. Los Moros hacen otro capeo en plaza con su albornoz)
- № 7: Происхождение гарпунов или бандерилий (исп. Origen de los arpones o banderillas)
- № 8: Cogida de un moro estando en la plaza
- № 9: Испанский рыцарь убивает быка после того, как он потерял коня (исп. Un caballero espanol mata un toro despues de haber perdido el caballo)
- № 10: Карл V пронзает быка копьем на арене в Вальядолиде (исп. Carlos V. lanceando un toro en la plaza de Valladolid)
- № 11: Сид Кампеадор поражает быка
- № 12: Desjarrete de la canalla con lanzas, medias-lunas, banderillas y otras armas
- № 13: Испанский рыцарь поражает быка дротиком без помощи слуг (исп. Un caballero espanol en plaza quebrando rejoncillos sin auxilio de los chulos)
- № 14: Проворный студент де Фальсес, завернувшись в плащ, дразнит быка, искусно увертываясь от него (исп. El diestrisimo estudiante de Falces, embozadoburla al toro con sus quiebros)
- № 15: Знаменитый Мартинчо, ловко развернувшись, всаживает в быка бандерильи (исп. El famoso Martincho poniendo banderillas al quiebro)
- № 16: Он же схватывает быка руками на арене Мадрида (исп. El mismo vuelca un toro en la plaza de Madrid)
- № 17: Игра мавров с ослами и быком. Бык поднимает на рога, острые концы которых закрыты шариками, осла из (исп. Palenque de los moros hecho con burros para defenderse del toro embolado)
- № 18: Дерзкий поступок Мартинчо на арене Сарагосы (исп. Temeridad de martincho en la plaza de Zaragoza)
- № 19: Другое безрассудство на той же самой арене (исп. Otra locura suya en la misma plaza)
- № 20: Прыжок с гаррочей Хуанито Апиньяни в выступлении на арене Мадрида (исп. Ligereza y atrevimiento de Juanito Apinani en la de Madrid)
- № 21: Смерть алькальда из Торрехона (исп. Desgracias acaecidas en el tendido de la plaza de Madrid, y muerte del alcalde de Torrejon)
- № 22: Отвага знаменитого Пайуэлера на арене Сарагосы (исп. Valor varonil de la celebre Pajuelera en la de Zaragoza)
- № 23: Мариано Себальос, по прозвищу Индеец, убивает быка с седла (исп. Mariano Ceballos, alias el Indio, mata el toro desde su caballo)
- № 24: Тот же Себальос, скача на другом быке, наносит удар пикой на арене Мадрида (исп. El mismo Ceballos montado sobre otro toro quiebra rejones en la plaza de Madrid)
- № 25: Травля быка собаками (исп. Echan perros al toro)
- № 26: Упавший с коня пикадор (исп. Caida de un picador de su caballo debajo del toro)
- № 27: Знаменитый Фернандо дель Торо угрожает быку пикой (исп. El celebre Fernando del Toro, barilarguero, obligando a la fiera con su garrocha)
- № 28: Храбрый Рендон поражает быка копьем и убивает его одним ударом на арене Мадрида (исп. El esforzado Rendon picando un toro, de cuya suerte murio en plaza de Madrid)
- № 29: Пепе Ильо выполняет перед быком рекорту (исп. Pepe Illo haciendo el recorte al toro)
- № 30: Педро Ромеро убивает стоящего быка (исп. Pedro Romero matando a toro parado)
- № 31: Бандерильи с трещотками (исп. Banderillas de fuego)
- № 32: Бык разбрасывает одну за другой две группы пикадоров (исп. Dos grupos de picadores arrollados de seguida por un solo toro)
- № 33: Трагическая смерть Пепе Ильо на арене Мадрида (исп. La desgraciada muerte de Pepe Illo en la plaza de Madrid)